# Germanus V van Constantinopel

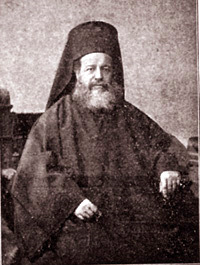
Germanus V

Germanus V (Grieks: Γερμανός Ε') (Constantinopel, 1835 - Chalcedon, 1920) was van 10 februari 1913 tot 25 oktober 1918 patriarch van Constantinopel.
Patriarch Germanus V werd in 1835 in het Constantinopolitaanse stadsdeel Fanari geboren als Georgios Kavakopoulos (Grieks: Γεώργιος Καβακόπουλος). Hij studeerde in Jeruzalem, Athene en aan het Theologische Instituut van Halki. In 1864 werd hij tot aartsdiaken gewijd door patriarch Sofronius III. Voor zijn verkiezing tot patriarch van Constantinopel was hij achtereenvolgens metropoliet van Kos (1867), Rodos (1876-1888), Iraklia (1888-1897) en Chalcedon (1897-1913).
Germanus V speelde een actieve rol bij kerkelijke hervormingen en trad krachtig op tegen pogingen tot onderdrukking van de Orthodoxe Kerk. De patriarch werd desondanks nooit populair bij het volk, omdat hij autoritair bestuurde en een gematigde houding aannam tegenover de vervolging van christenen door de Turken. Na zijn gedwongen aftreden in 1918 bleef de Oecumenische Troon gedurende drie jaar vacant.